# Die rote Katze (Kurzgeschichte)
Die rote Katze ist eine erstmals 1956 veröffentlichte Erzählung von Luise Rinser.

## Inhalt
Der heranwachsende Erzähler lebt mit seiner Mutter und den jüngeren Geschwistern Peter und Leni im Deutschland der Nachkriegszeit. Die Familie leidet sehr unter dem Mangel an Nahrungsmitteln und Heizmaterial. Eines Tages läuft ihnen eine rote Katze zu, worüber der Erzähler wenig erfreut ist. Er will das Tier aufgrund der allgemeinen Knappheit nicht durchfüttern, Peter, Leni und die Mutter finden jedoch Gefallen daran. Die Katze blüht zunehmend auf, während ihre Halter weiterhin im Mangel leben. Als sich die Verhältnisse fortlaufend verschlechtern, möchte der Erzähler die Katze schlachten, was seine Angehörigen jedoch verhindern. Als ihnen aber sämtliche Lebensmittel ausgehen, nimmt der Verzweifelte das Haustier eines Tages mit an den nahen Fluss und schlägt es dort tot. Bei der Heimkehr entschuldigt er das Blut an seiner Jacke mit einer Ausrede, die Mutter ahnt aber den wahren Grund und zeigt Verständnis. Als der Erzähler jedoch abends seine jüngeren Geschwister weinen hört, bereut er die Tat.

## Veröffentlichungen
Die rote Katze erschien 1956 beim S. Fischer Verlag in dem Band Ein Bündel weißer Narzissen. Volk und Welt veröffentlichte das Werk im Rahmen seiner Reihe Erkundungen auch in der DDR. 1981 publizierte der S. Fischer Verlag außerdem einen Sammelband gleichen Namens.